# Cal Ponç (la Molsosa)
Cal Ponç (o Pons o Poncet) és una masia situada al municipi de la Molsosa, a la comarca catalana del Solsonès. Se'n desconeix la data exacta de construcció, però en la llinda de l'entrada hi trobem la data de 1887.
Està situada a 792 m d'altitud, a l'extrem nord-est del municipi molt a prop del nucli de Prades. Envoltada de camps de conreu i petites extensions de bosc. Situada al peu del camí que a va Pinós. A uns 660 metres al nord-est hi trobem la masia de Vilansosa Nou. A tocar de la casa, pel camí de Cal Ponç a Vilansosa, hi passa un dels trams del GR-7.

## Descripció
És una masia totalment restaurada, de forma rectangular amb teulada a dues aigües. Les parets són de pedra arrebossades i amb obertures petites. Ha sofert alguna ampliació donant-li la forma quadrada actual. Està composta de planta baixas, un pis i un sotacoberta. A la façana principal hi ha una entrada amb linda i brancals de pedra. Les finestres també mantenen els brancals de pedra en part. Els coberts annexos es troben revestits.